# Étienne Dormoy
Étienne Dormoy, né le 10 février 1885 à Vandoncourt, France, et mort le 28 février 1959 à San Diego, Californie, est un pionnier franco-américain de la construction aéronautique, concepteur du premier avion à fuselage monocoque construit aux États-Unis, du premier avion à obtenir une certification aéronautique américaine et du premier autogire à hélice propulsive.

## Biographie
Étienne Dormoy est ingénieur diplômé de l'Institut industriel du Nord (aujourd'hui École centrale de Lille) en 1906. Il travaille dans la construction aéronautique, d'abord en France, à la Société de production des aéroplanes Deperdussin (SPAD), puis aux États-Unis, notamment chez Schmitt Aeroplane et SPAD, Buhl Aircraft Company, Boeing et Convair.
Il est d'abord dessinateur pour la société Deperdussin, constructeur français du premier fuselage monocoque en 1911 et concepteur de la gamme de chasseurs SPAD.
Dormoy est concepteur du Schmitt Aeroplane, premier avion à fuselage monocoque construit aux États-Unis en 1913. Pilote de l'armée de l'air française en 1914 et 1915, il est détaché en 1916 au bureau d'étude SPAD. Membre de la mission aéronautique française aux États-Unis en 1917, Dormoy exporte le SPAD aux États-Unis auprès de l'armée américaine pour production locale contribuant à l'effort de guerre des Alliés (Première Guerre mondiale).
Dormoy réalise en 1924 les premières expérimentations d'épandage aérien par avion,
. Il est le concepteur de la « baignoire volante » (Dormoy's Flying Bathtub).
Il devient ingénieur en chef chez Buhl Aircraft Company en 1925 où est notamment conçu le premier avion à obtenir une certification de l'aviation civile américaine (US type certificate no 1) et le Buhl A-1 premier autogire à hélice propulsive en 1931, puis est membre de l'équipe de conception du Boeing P-26 Peashooter à Seattle, enfin est directeur chez Convair à San Diego de 1936 à 1958.

## Concepteur d'avions
- 1911 : Dessinateur chez Deperdussin (SPAD), construction de fuselage monocoque (Deperdussin Monocoque) à Bétheny, près de Reims.
- 1913 : Ingénieur détaché chez Maximilian Schmitt Aeroplane & Motor Works (Paterson, NJ), concepteur du premier avion à fuselage monocoque construit aux États-Unis, adaptation d'un châssis monocoque Deperdussin et embarquant un moteur Gnome 50 ch en version monoplan (le monoplan piloté par Harold D. Kantner gagne la course du New York Times le 4 avril 1914) et un moteur Le Rhône 100 ch en version biplan pour essais militaires à San Diego, CA[4],[5].
- 1914-1915 : Pilote (armée de l'air française)
- 1916 : Détaché de l'armée au bureau d'études SPAD
- 1917 : Membre de la mission de l’aviation aux États-Unis (Haut-commissariat de la République française aux États-Unis). Concepteur de l'Orenco B, adaptation de l'avion produit par le constructeur américain Orenco (New York, NY) au moteur Gnome Monosoupape de 160 ch importé de France (quatre exemplaires)[6].
- 1917-1919 : Responsable pour SPAD du contrat selon l'accord franco-américain du 30 août 1917 pour la livraison à l'US Army Signal Corps de 3 000 exemplaires du SPAD (commande du 8 octobre 1917 pour production dans l'usine Curtiss d’Elmwood, à Buffalo, NY, annulée le 22 janvier 1918[6], l'usine Wright-Martin de Los Angeles, CA, peinant à produire en nombre le moteur Hispano-Suiza acquis sous licence pour le SPAD). Néanmoins, au 1er octobre 1918 ont été livrés 288 chasseurs SPAD[7]. Seront effectivement livrés in fine un total de 189 chasseurs SPAD S.VII et 893 SPAD S.XIII destinés à l'American Expeditionary Force et au United States Army Air Service, achetés en France ou produits dans l'usine Curtiss.
- 1919 : Conception de moteur d'avion pour Packard Motor Company et prototype Dormoy-1919 ultraléger[8] d'où dérive le monoplan « baignoire volante » (Dormoy Flying bath tub) en 1924
- 1920-1925 : Ingénieur civil pour l’US Army Air Corps (Engineering Division, United States Army Air Service, McCook Field, Dayton, OH), prototypage du Dormoy 1920[9],[8] à McCook Field d'où dérive le futur Buhl Airster ; Dormoy modifie un Curtiss JN-4 pour test d'épandage aérien d'arséniate et détruire des chenilles Ceratomia catalpae dans une ferme proche de Troy (Ohio) ; conception du monoplan ultra-léger « baignoire volante » (Dormoy's flying bath tub[8]) à McCook Field. Dormoy remporte en 1924 le Dayton Daily News Light Airplane Race and Rickenbacker Trophy avec son avion monoplan à quatre cylindres Dormoy Bath tub[10].
- 1925-1932 : Ingénieur chez Buhl-Verville Aircraft Company, dès sa fondation en 1925 à Detroit, MI, par Alfred Verville et la famille Buhl. Alfred Verville et Étienne Dormoy sont les concepteurs du Buhl Verville CA 3 Airster, premier avion à obtenir un certificat de type (US type certificate no 1) ; sont ensuite conçus les Buhl-Verville CA-3/J-4 C-3A/J-5, C-5.
- 1927 : Ingénieur en chef chez Buhl Aircraft Company au départ de Verville en 1927, Dormoy conçoit les Buhl Airsedan (dont la version Spokane Sun-God effectue le premier vol transcontinental non-stop (15 août 1929), Buhl Pup produit en plus de 100 exemplaires et le Buhl A-1[11], premier autogire avec moteur propulsif (à l'arrière derrière le pilote) de l'histoire[12](1931).
- 1932 : Ingénieur chez the Boeing Aircraft Company of Seattle[13], division soufflerie, contributeur à la conception du Boeing P-26 Peashooter.
- 1936-1958 : Consolidated Aircraft Corporation of San Diego (Convair-General Dynamics).

## Galerie

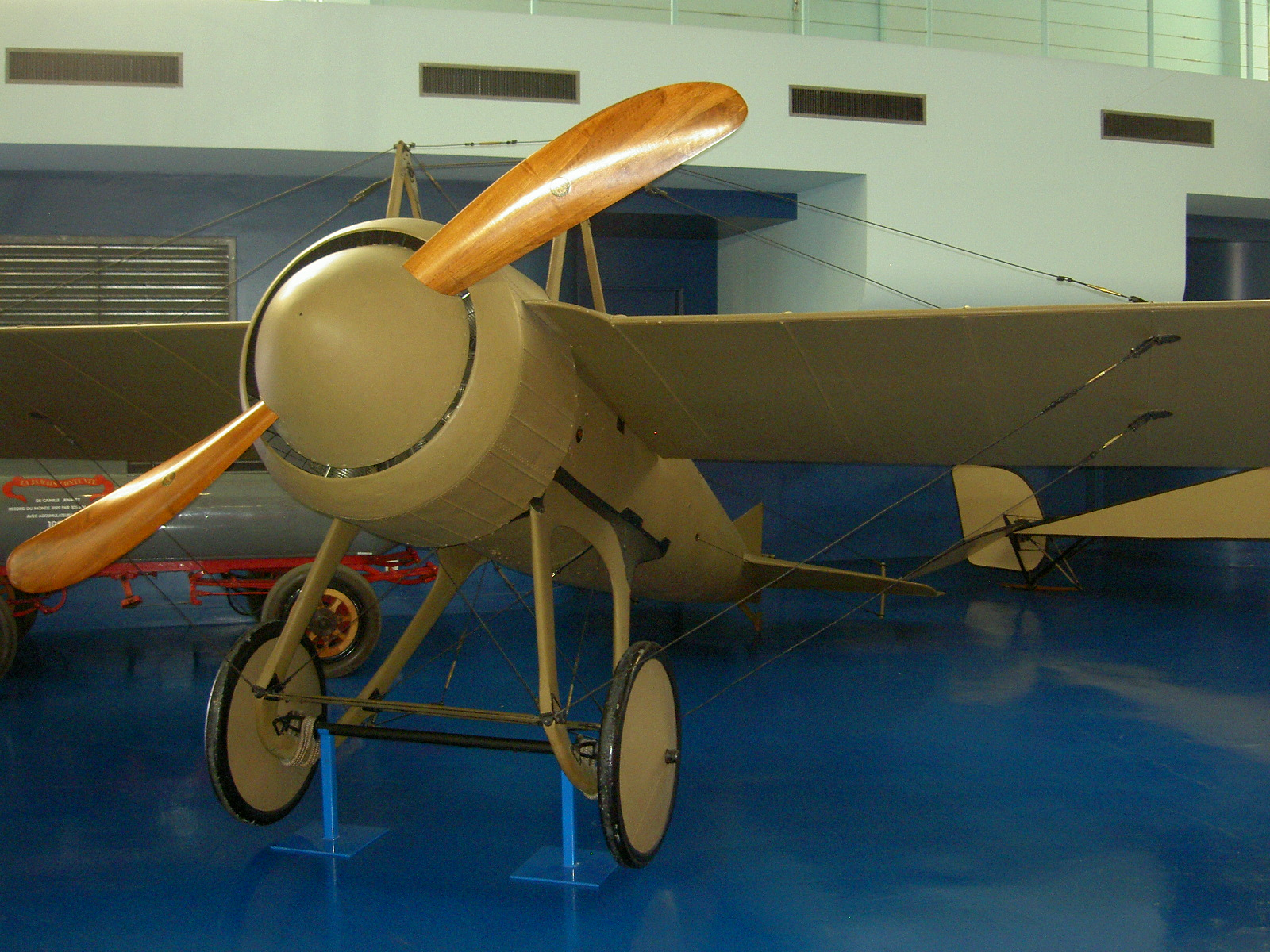
SPAD Deperdussin Monocoque.
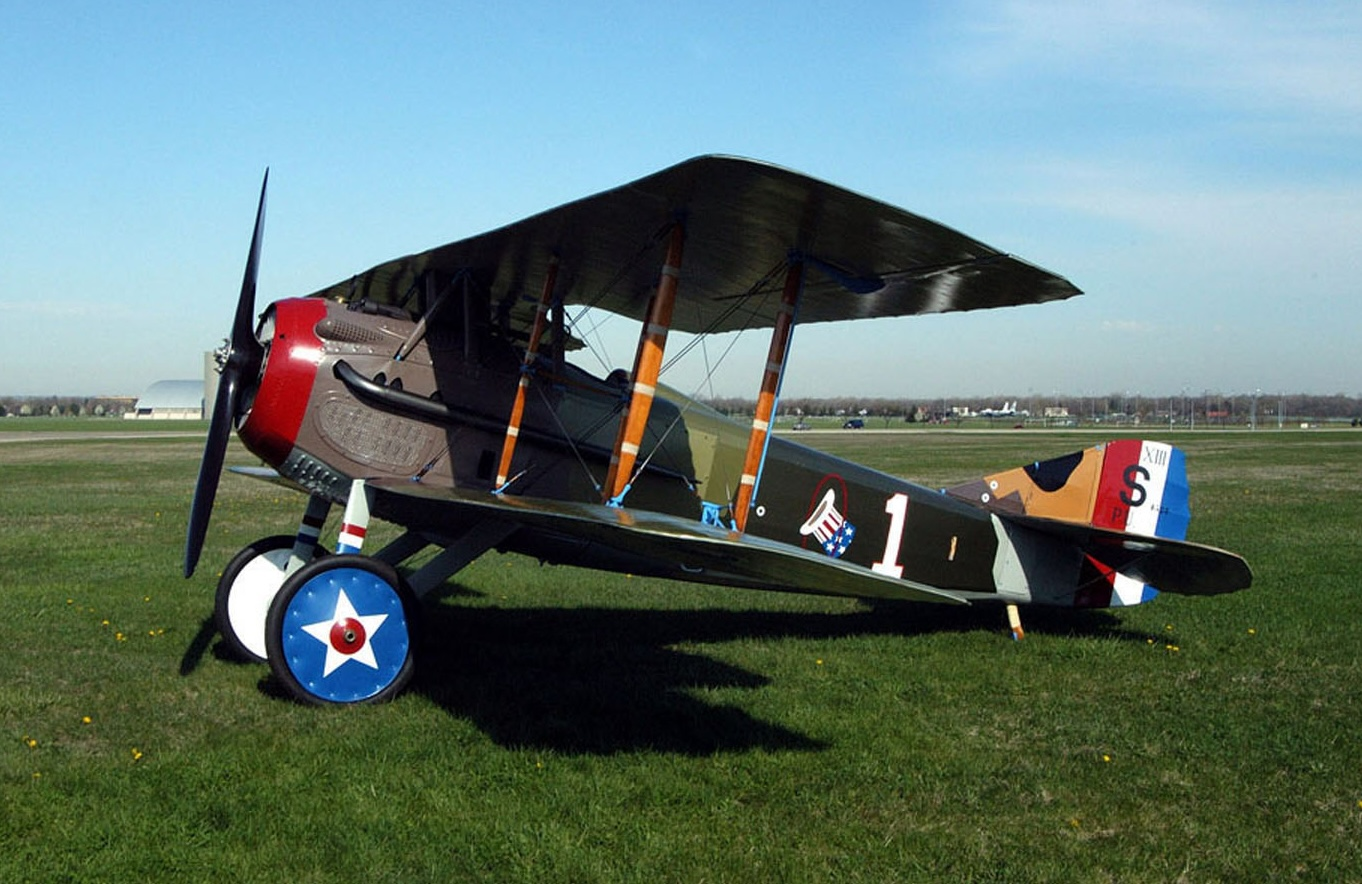
SPAD (transfert de technologie française pour production aux États-Unis en 1917).
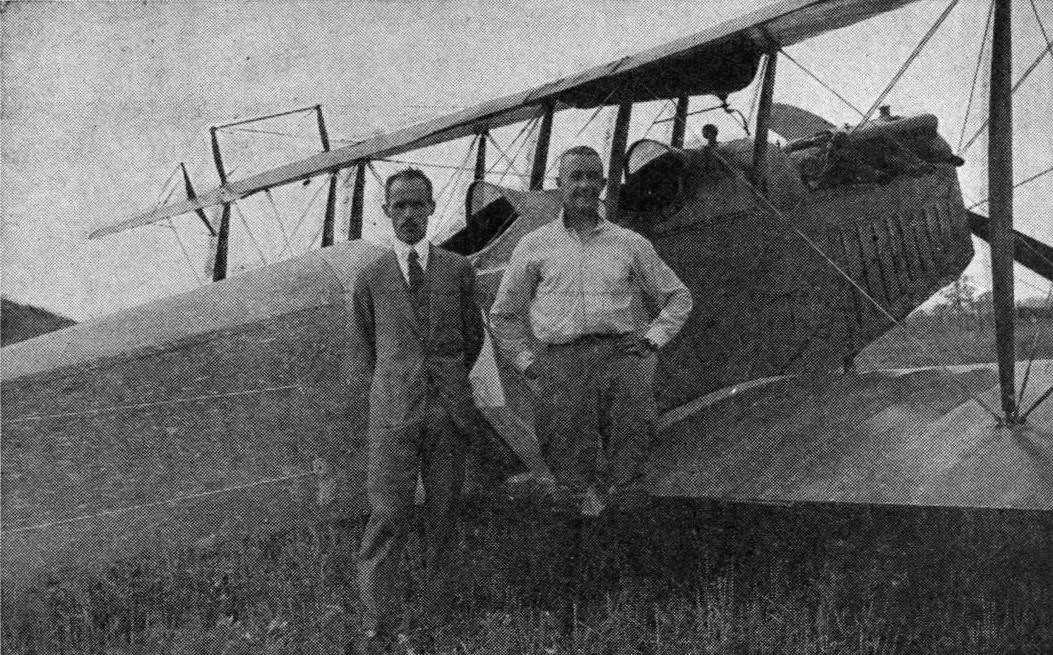
E. Dormoy (gauche) et le pilote J. A. Macready (droite) devant le Curtiss JN-6 du 1er épandage aérien (3 août 1921).
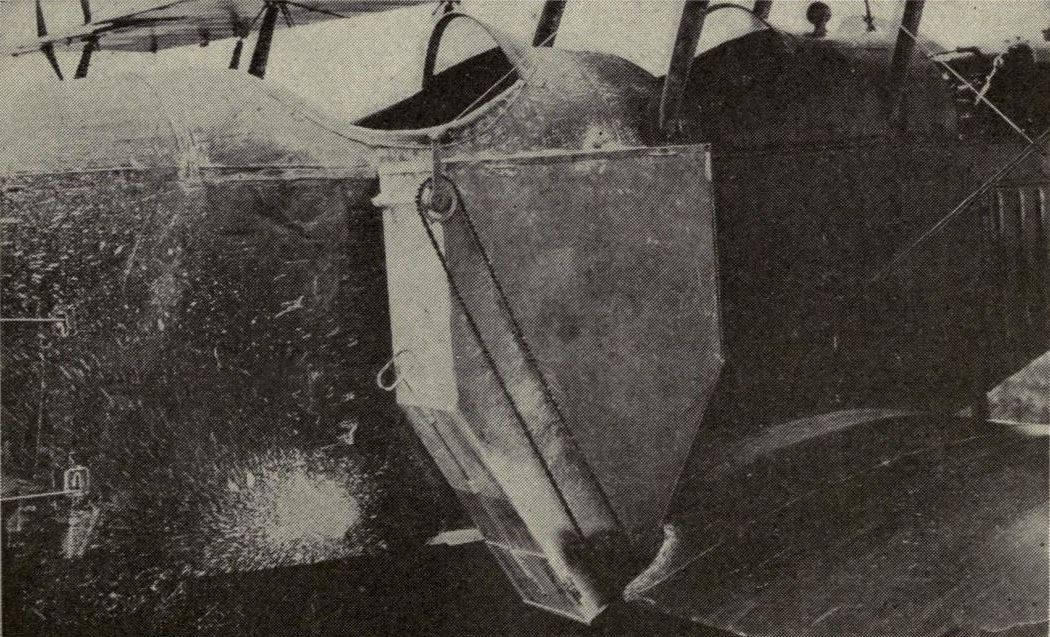
Dispositif conçu par E. Dormoy pour la 1re expérimentation d'épandage aérien.
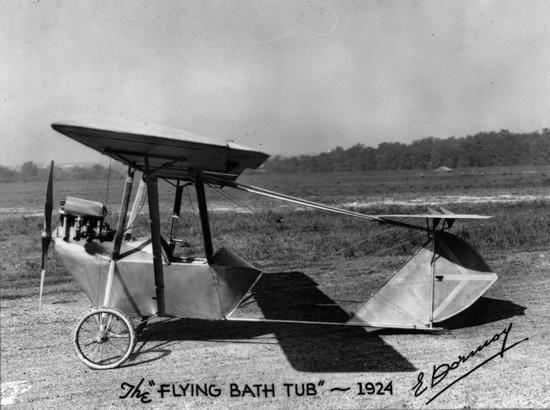
La « baignoire volante » (Dormoy's Flying Bathtub, 1924).
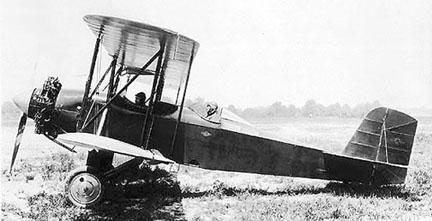
Buhl Airster, premier avion à être certifié par l'aviation civile (US aircraft type certificate no 1 - mars 1927).
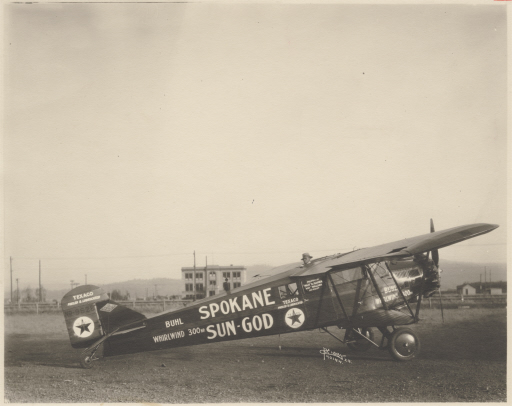
Buhl Airsedan, produit en plus de 60 exemplaires, record de vol transcontinental non-stop en 1929.
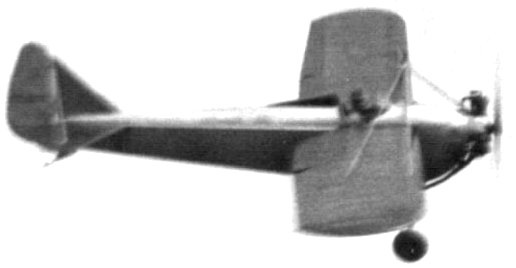
Buhl Pup, produit en plus de 100 exemplaires.
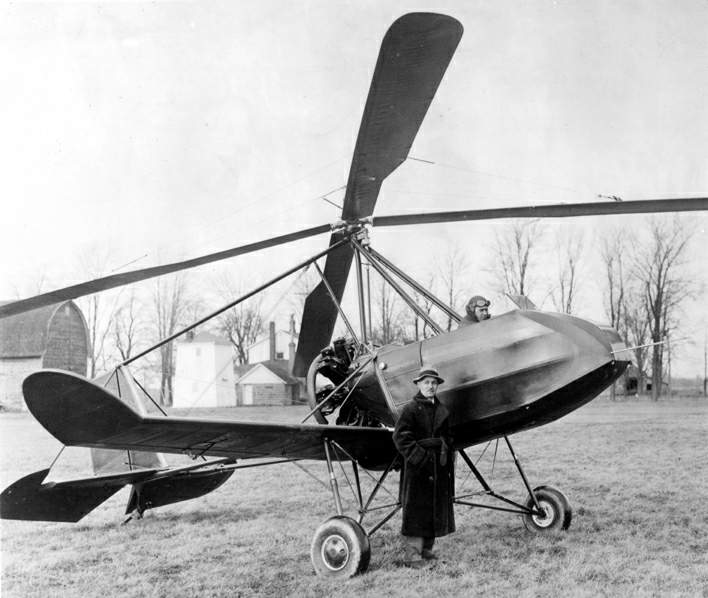
Etienne Dormoy devant le Buhl A-1 Autogire à hélice propulsive (1931).
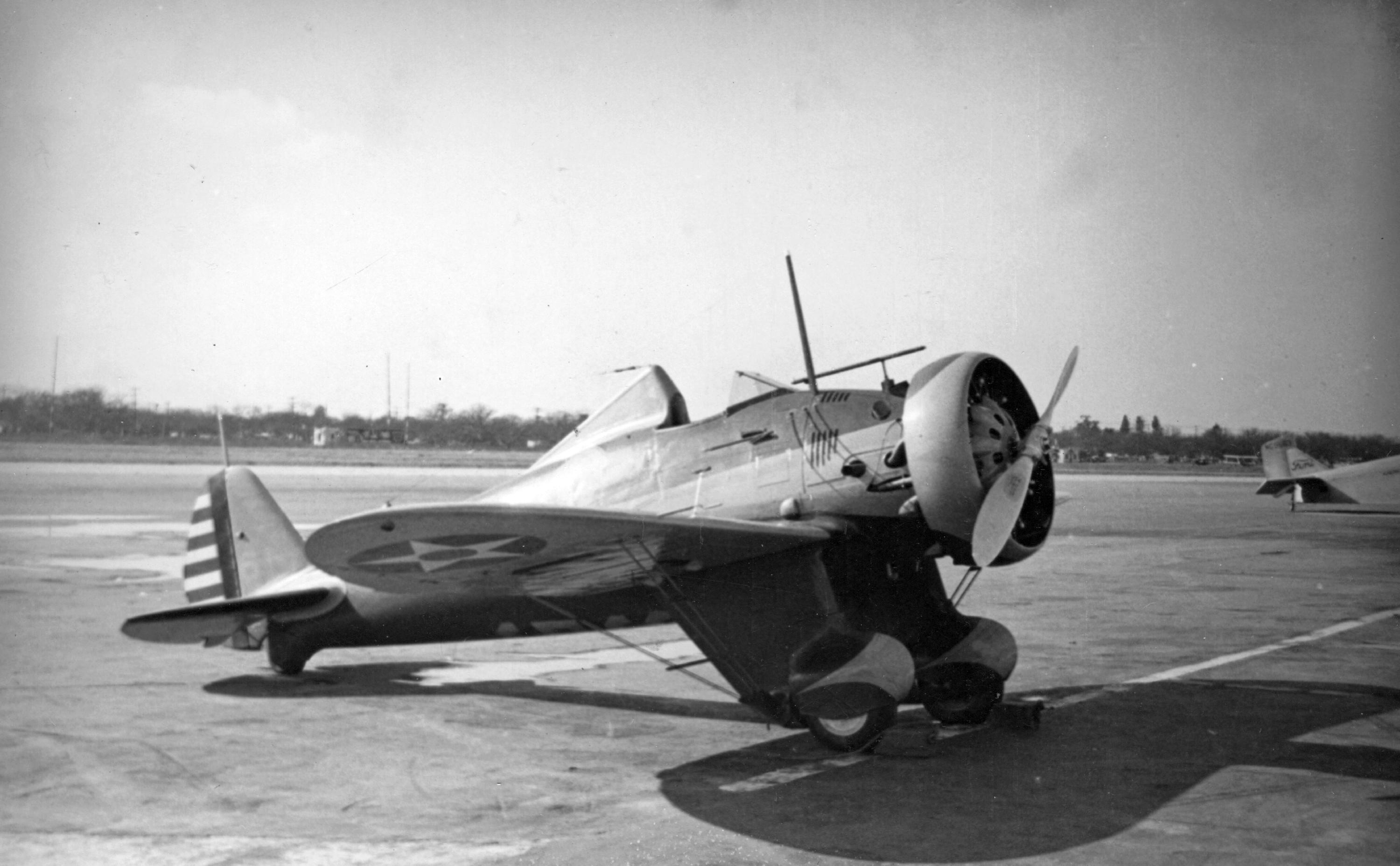
Boeing P-26 Peashooter.
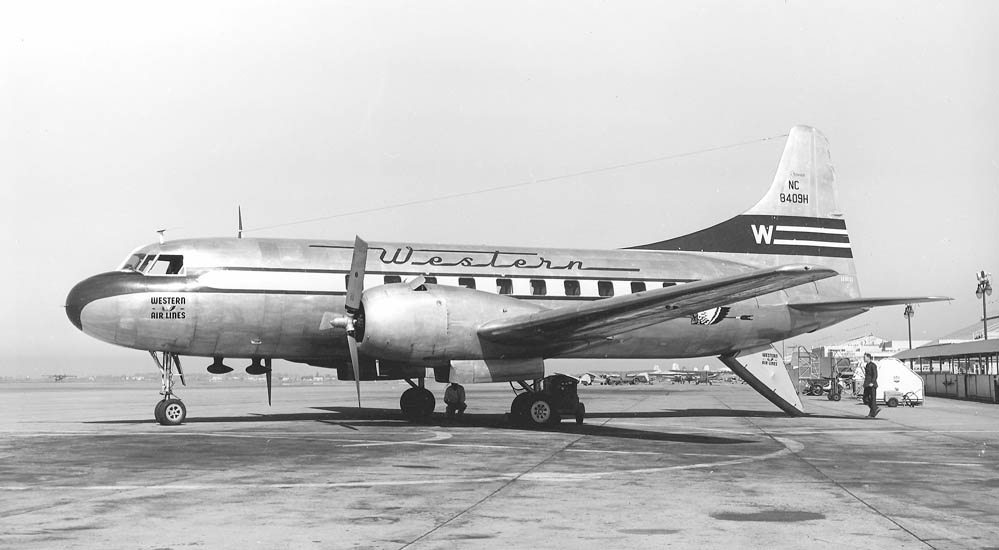
Convair 240.